# Jacint Comella Colom
Jacint Comella i Colom (Vic, Província de Barcelona, 7 d'abril de 1860 - Barcelona, 1 de setembre de 1930) fou un prevere i doctor en dret i jurisconsult.

## Biografia
Després de cursar els estudis inicials al Seminari de Vic i de l'ordenació sacerdotal (1883), passà a la Universitat de Barcelona, on rebé, primer, la llicenciatura i, després el doctorat en dret (1890). Va ser coadjutor de les parròquies de Gombreny, Roda de Ter, Taradell, Tona (Osona) i Igualada. El 1894 va entrar de catedràtic al Seminari de Vic, on, durant un sol curs i amb la gramàtica que havia publicat el Seminari, explicà llatí i castellà. El curs següent, va anar de professor de religió a l'Escola Normal de Barcelona. Cessà d'aquest càrrec el 1902, quan el govern suprimí aquest ensenyament. Poc abans (1901) havia obtingut un benefici a l'església de Sant Jaume de Barcelona. Des de 1909 va exercir de fiscal del tribunal eclesiàstic i del de testaments i causes pies.

## Publicacions
- El matrimonio en el derecho internacional privado, a Vic per la Libreria Vicense el 1892;
- La revolución cosmopolita y el protestantismo (La Hormiga de Oro, Barcelona, 1908);
- Balmes político: discurso leído por Jacinto Comella y Colom en el Salón de la Columna de las Casas Consistoriales de la ciudad de Vich, el día 10 de julio de 1927 (Llibreria Ausetana, Vic, 1927).
- Crónica de las solemnidades celebradas con motivo del centenario del sacrificio del Ilmo. Fr. Raymundo Strauch y Vidal, Obispo de Vich (Barcelona, 1926) on hi ha, segons el professor Figuerola, una visió apologètica i antiliberal del bisbe Strauch i un defensa aferrissada de la dictadura de Primo de Rivera.